# 俄羅斯的格奧爾基·亞歷山德羅維奇大公
格奧爾基·亞歷山德羅維奇大公（俄語：Георгий Александрович，1871年5月9日—1899年7月10日），俄羅斯沙皇亞歷山大三世和瑪麗亞·費奧多羅芙娜皇后的第三子，尼古拉二世的弟弟。

## 生平
格奧爾基·亞歷山德羅維奇是當時的皇儲亞歷山大與妻子玛丽亚·费奧多罗芙娜（丹麥公主，原名達格瑪）的第三個孩子，兩個哥哥分別是尼古拉與亞歷山大（後者在格奧爾基出生前夭折）。格奧爾基被形容為「高大、英俊，像一個典型的羅曼諾夫」。與尼古拉相同，格奧爾基在幼年就接受了斯巴達式教育：睡在童軍床上，每天早上六點起床、洗冷水澡等。即便如此，與其他王室家庭相比，格奧爾基一家的生活相當和諧。兄弟兩人由專業的家庭教師授課，並能流利地使用英語與法語。
1890年，亞歷山大三世決定讓兩人去日本訪問。在九個月的旅途中，兩人先後造訪了希臘、埃及、印度等地。然而，格奧爾基在印度患上了急性支氣管炎，並返回希臘雅典接受治療。
1894年，亞歷山大三世去世，尼古拉繼位為沙皇。當時尼古拉尚未結婚生子，因此格奧爾基成為皇位的第一繼承人。由於健康因素，格奧爾基的醫生沒有讓他去聖彼得堡出席父親的葬禮。隔年，格奧爾基與母親到丹麥拜訪親戚。不幸的是，格奧爾基的健康突然惡化，此後便長期臥病在床。
1899年，格奧爾基被一名婦女發現倒在路邊，鮮血不斷從嘴裡冒出。當他的隨從趕到現場時已為時已晚。格奧爾基逝世的消息震驚了沙皇一家，並使格奧爾基的母親瑪麗亞·费奧多罗芙娜「近乎崩潰」。7月14日，格奧爾基被下葬在彼得保羅主教座堂，他已故父親的身旁。
格奧爾基生前的個性相當幽默風趣。尼古拉二世會將他告訴過自己的笑話寫在紙上，在格奧爾基去世多年後，曾有人聽到沙皇獨自在房間裡閱讀著紙上的笑話並笑出聲來。為了紀念他，格奧爾基的弟弟、亞歷山大三世的幼子米哈伊爾以他來命名自己的兒子，格奧爾基·米哈伊洛维奇。